# ミュージック・ロウ
ミュージック・ロウ (Music Row) は、テネシー州ナッシュビルのダウンタウンの南西の地域にあり、カントリーミュージック、ゴスペル、コンテンポラリー・クリスチャン・ミュージック産業に関連した何百もの企業の本拠地。いくつかのわき道に加えて16番通りと17番通り南（ミュージック・スクエア・イーストやミュージック・スクエア・ウエストと呼ばれる）に集中し、ナッシュビルの娯楽産業の中心と広く考えられている。この地域にはラジオ放送網や放送局など音楽業界に関わる他の企業に加えて多数のレコード会社、出版社、著作権会社、レコーディング・スタジオ、ビデオ制作会社の事務所がある。『マディソン・アベニュー』という言葉が広告業界を表すように、『ミュージック・ロウ』という言葉がカントリー・ミュージック界のニックネームとして使われることもある。

## 特徴
何百人もの有名なミュージシャンがレコーディングした有名なRCAスタジオBのような歴史的な場所がミュージック・ロウにある。カントリー・ミュージックのエンターテイナーであるロイ・エイカフとチェット・アトキンスは栄誉を称え通りに名を付けられている。以前カントリー・ミュージック殿堂博物館がミュージック・スクエア・イーストとディヴィジョン・ストリートの角にあったが、2001年に11ブロック離れたナッシュビルのダウンタウンに最新技術の建物へ移転し取り壊される。デモンブリアン通りに沿ったミュージック・ロウのある地域は、、かつて大衆向けの観光名所や色々なカントリー・ミュージック・スターの虚栄心による『記念館』が多数あった。1990年代後期にテーマ・パークのオープリーランドUSAの閉鎖（及びそれに伴う旅行者の往来の縮小）とカントリー・ミュージック殿堂博物館の移転が発表されると減少し始める。約2、3年の間は所々空の状態だったが、ダウンタウンとミュージック・ロウの地域に出店している高級なレストランやバーなどで最近再開発されている。
デモンブリアン通り、ディヴィジョン通り、16番通り南、ミュージック・スクエア・イーストの辺りでは「ミュージック・ロウ・ラウンドアバウト」（交通の連続流れを良くするためのロータリー交差点）となっている。西への交差点に面して著名なソングライター、パフォーマー、出版者であるオーエン・ブラッドリーに捧げられた非常に小さな公園のオーエン・ブラッドリー公園がある。公園の中にはピアノの後にいるブラッドリーの実物大の像がある。ロータリー内に裸のダンサーを表している大きな像『ムジカ』がある。2003年の除幕式から像の裸の人間の描写に反対する宗教者、親のグループ、他の組織からの論争の対象となる。ミュージック・ロウの反対側で、ウェッジウッド通りの向こうにはベルモント大学のキャンパスがあり、ヴァンダービルト大学はミュージック・ロウに隣接している。ベルモントは、マイク・カーブ・カレッジ・オブ・エンターテイメント・アンド・ミュージック・ビジネス(Mike Curb College of Entertainment & Music Business（CEMB）)と商業的な音楽演奏の専攻がある。

## 参考
この地域はドリー・パートンの1973年のアルバム『マイ・テネシー・マウンテン・ホーム』に収録されている『Down on Music Row (ミュージック・ロウに嫌気がさす)』、1982年のレイシー・ダルトンの『16アベニュー』、2000年のジョージ・ストレイトとアラン・ジャクソンのコラボレーション『マーダー・オン・ミュージック・ロウ (ミュージック・ロウの殺人)』などいくつかの歌の主題となっている。
ポピュラー・カントリー・ロック・パフォーマーのハンク・ウィリアムス・サードはしばしば商業的に依存するポピュラー歌手に軽蔑的な方法で一般にナッシュビルと同様ミュージック・ロウに言及する。
2007年、スウェーデンのカントリー歌手ジル・ジョンソンは、『ミュージック・ロウ』という名のカバー・アルバムを録音するためナッシュビル入り。